# Eunidia apicalis
Eunidia apicalis är en skalbaggsart som beskrevs av Aurivillius 1907. Eunidia apicalis ingår i släktet Eunidia och familjen långhorningar. Inga underarter finns listade i Catalogue of Life.